# Леонтий (Кречетов)
Епи́скоп Лео́нтий (в миру — Леони́д Кузьми́ч Кре́четов; 1912, Екатеринбург, Пермская губерния, Российская империя — 9 декабря 1996) — епископ Русской древлеправославной церкви, управляющий Пермской епархией.

## Биография
Родился в 1912 году в Екатеринбурге.
До 1972 года трудился рабочим, жил и работал в посёлке Верх-Нейвинском Свердловской области, являлся прихожанином Русской древлеправославной церкви (РДЦ) — одного из направлений в старообрядчестве. Воспитал десять детей: трое из них стали священниками, один — диаконом, внучка приняла иноческий постриг.
Выйдя на пенсию, в 1972 году был рукоположён в сан священника, служил в деревне Ваньково Красновишерского района Пермской области (в 170 км от города Соликамска) в деревянной старообрядческой церкви.

## Старообрядческий архиерей
7 июля 1977 года был рукоположён в сан епископа Пермского, продолжал жить и служить в деревне Ваньково.

В издании «Старообрядецъ» (№ 39; май 2007) опубликованы воспоминания Ольги Тодощенко о епископе и его семье. В них, в частности, говорится, что епископ Леонтий 

являл взору непривычную картину: белобородого старца-владыку вне службы нередко можно было видеть в крестьянской рубахе с рубанком в руках. Кречетов с сыновьями не просто укрепил и расширил общину, но и отстроил деревню. Сначала рубили крепкие и высокие избы съезжавшейся сюда родне по крови и вере, обустроили церковный дом и гостиницу при нём. Потом научили строительным премудростям местных жителей. А затем взяли бригадный подряд для всего тамошнего хозяйства, оговорив свой процент квартир для общинной молодёжи.

Епископ Леонтий организовал старообряческую общину в Соликамске. Первоначально богослужения проводились на квартирах верующих, а в 1992 на семейном совете Кречетовых было принято решение начать строительство в Соликамске деревянного древлеправославного храма в честь св. Василия Великого. Автором проекта был младший сын епископа Леонтия Виктор Кречетов, который руководил и бригадой строителей. 4 ноября 1995 было совершено освящение храма, после чего в нём стали регулярно совершаться богослужения. Настоятелем храма стал священник Константин Кречетов. В 1998 году он тяжело заболел, и в храме стал служить его брат священник Никанор Кречетов, являющийся настоятелем храма в Ваньково.
Работы по обустройству храма производились и после кончины епископа Леонтия — так, в 1999 была построена колокольня. Однако в феврале 2000 храм практически полностью сгорел, но уже через несколько месяцев был отстроен заново (как и ранее, под руководством Виктора Кречетова), а в октябре 2000 вновь освящён.

## Конфликт с руководством РДЦ
В 1988 году епископ Леонтий из-за разногласий со священноначалием РДЦ вышел из её состава. Будучи строгим ревнителем старообрядческих традиций, он считал, что церковное руководство занимает слишком компромиссную позицию по отношению к Московской Патриархии, обвинял руководство Архиепископии РДЦ в ереси. За эти действия он был лишён епископского сана, но фактически продолжал управлять епархией. В 1991 году он единолично посвятил двух епископов (Филарета Потийского и Иону Тбилисского) для вновь образованной Славяно-Грузинской древлеправославной церкви, в состав которой вошли старообрядческие приходы Грузии. РДЦ эту церковь не признала.
В 1993 епископ Леонтий и его сын священник Никанор Кречетов принесли раскаяние в отделении от РДЦ на совещании Совета Архиепископии РДЦ (сам епископ Леонтий на совещании не присутствовал по болезни, и его представлял о. Никанор Кречетов).
В феврале 1996 года на Освященном соборе РДЦ епископ Леонтий был восстановлен в архиерейском сане, так как «чистосердечно раскаялся и признал свой уход в раскол в 1988 большой ошибкой».